# Clément Braz Afonso
Clément Braz Afonso (Brive-la-Gaillarde, 8 november 1999) is een Frans wielrenner.

## Carrière
In oktober 2021 nam Braz Afonso, in dienst van wielerclub CC Étupes, deel aan de Ronde van Guadeloupe. In de achtste etappe, een klimtijdrit, zette hij de snelste tijd neer, wat zijn eerste overwinning op UCI-niveau betekende. In het algemeen klassement eindigde hij op de derde plaats, achter Stéfan Bennett en Luis Mora. Wel was hij daarmee de beste jongere.
In mei 2023 werd Braz Afonso tweede in het eindklassement van de Ronde van de Mirabelle. In het bergklassement van de driedaagse etappekoers was hij wel de beste. Later dat jaar werd hij onder meer zeventiende in het eindklassement van de Ronde van de Elzas, waarna hij in 2024 de overstap maakte naar CIC U Nantes Atlantique. Aan de start van het seizoen werd hij onder meer zestiende in de Ardèche Classic, negentiende in Parijs-Camembert en negende in de Route Adélie de Vitré. In het voorjaar ging Braz Afonso verder met het verzamelen van ereplaatsen in eendagskoersen: hij werd onder meer vijftiende in de Ronde van de Jura en achtste in de Ronde van de Doubs. Ook in etappekoersen eindigde Braz Afonso hoog in het klassement. In juli werd hij dertiende in het klassement van de Ronde van de Ain en negende in dat van de Ronde van de Elzas. Een maand later vijftiende in het eindklassement van de Ronde van de Limousin, die gewonnen werd door Alex Baudin. Voorafgaand aan die koers werd bekend dat Braz Afonso een profcontract had getekend bij Groupama-FDJ.

## Overwinningen
2021
8e etappe Ronde van Guadeloupe
Jongerenklassement Ronde van Guadeloupe
2023
Bergklassement Ronde van de Mirabelle

## Resultaten in voornaamste wedstrijden
|      | \| Jaar \| Clásica San Sebastián \| Parijs-Tours \| \| ---- \| --------------------- \| ------------ \| \| 2024 \| \| 80e \| \| 2025 \| 74e \| \| |              |
| Jaar | Clásica San Sebastián | Parijs-Tours |
| 2024 | | 80e          |
| 2025 | 74e |              |

## Ploegen
- 2024 –  CIC U Nantes Atlantique
- 2025 –  Groupama-FDJ